# Marocko i olympiska sommarspelen 1984
Marocko deltog med 34 deltagare vid de olympiska sommarspelen 1984 i Los Angeles. Totalt vann de två guldmedaljer.

## Medaljer

### Guld
- Saïd Aouita - Friidrott, 5 000 meter.
- Nawal El Moutawakel - Friidrott, 400 meter häck.

## Boxning
Lätt flugvikt
- Mahjoub Mjirich
  1. Första omgången — Förlorade mot Agapito Gómez (Spanien), på poäng (2:3)

## Cykling
Herrarnas linjelopp
- Mustapha Najjari – +22:30 (→ 54:e plats)
- Mustapha Afandi – fullföljde inte (→ ingen placering)
- Brahim Benbouilla – fullföljde inte (→ ingen placering)
- Ahmed Rhaili – fullföljde inte (→ ingen placering)

## Fotboll
Herrar
Gruppspel
|              | Spelade | Vinster | Oavgjorda | Förluster | Gjorda mål | Insläppta mål | Poäng |
| ------------ | ------- | ------- | --------- | --------- | ---------- | ------------- | ----- |
| Brasilien    | 3       | 3       | 0         | 0         | 6          | 1             | 6     |
| Västtyskland | 3       | 2       | 0         | 1         | 8          | 1             | 4     |
| Marocko      | 3       | 1       | 0         | 2         | 1          | 4             | 2     |
| Saudiarabien | 3       | 0       | 0         | 3         | 1          | 10            | 0     |

## Friidrott
Herrarnas 1 500 meter
- Faouzi Lahbi
  - Kval — 3:47,54 (→ gick inte vidare)

Herrarnas 5 000 meter
- Saïd Aouita
  - Heat — 13:45,66
  - Semifinal — 13:28,39
  - Final — 13:05,59 (→  Guld)

Damernas 400 meter häck
- Nawal El Moutawakel
  - Heat — 56,49
  - Semifinal — 55,65
  - Final — 54,61 (→  Guld)